# Antoni Sikorski (aktor)
Antoni Sikorski (pseud. Wojciech Zaremba, Antoni Kłos, Maska ur. 30 lipca 1884 w Warszawie, zm. 13 października 1946 w Skierniewicach) – polski aktor i reżyser teatralny, literat, organizator ruchu teatralnego w Pułtusku i w Skierniewicach.

## Kariera aktorska
W 1908 r. podjął naukę w Szkole Aplikacyjnej przy Byłych Teatrach Rządowych Warszawskich. Brał czynny udział w popisach scenicznych tej szkoły. W latach 1915-1917 występował w Teatrze Małym w Warszawie. Występował następnie w zarządzanych przez siebie zespołach teatralnych w Pułtusku i Skierniewicach. Wystąpił m.in. w rolach: Onufrego (Kościuszko pod Racławicami), Krauzego (również Kościuszko pod Racławicami), Tatara (Na dnie), Gentila (Pan Dyrektor), Augusta (Panna służąca), Żmirskiego (Kraj), Bielinowicza (Wilczy bilet).

## Zarządzanie zespołami teatralnymi
W sezonie artystycznym  1911/1912 wspólnie z Wiktorem Rakowieckim i Władysławem Szyszką prowadził Teatr Komedii w Płocku. 

### Okres pułtuski
W 1917 r. objął stanowisko sędziego hipotecznego w Pułtusku i zajął się organizacją ruchu teatralnego w tym mieście. Zorganizował Sekcję Dramatyczną Urzędników w Pułtusku, w której był zarazem aktorem, reżyserem i kierownikiem artystycznym. Ta inicjatywa artystyczna zaowocowała łącznie 83 premierami teatralnymi w latach 1919-1929. Organizował przedstawienia w miejscowych związkach młodzieży rzemieślniczej i w towarzystwie żołnierskim. Był autorem broszur poświęconych teatrowi w Pułtusku: 
- Teatr w Pułtusku. Przyczynek do dziejów rozwoju kultury polskiej (1921)
- Teatr w Pułtusku. Przyczynek do dziejów rozwoju kultury polskiej. Tom II (1923)
- Teatr w Pułtusku. Sekcja Dramatyczna Urzędników 1919-1929 (1929)

### Okres skierniewicki
Od 1933 r. mieszkał w Skierniewicach. W tym mieście, pracując nadal zawodowo jako sędzia hipoteczny, działał na rzecz rozwoju ruchu teatralnego. Do wybuchu II wojny światowej prowadził Sekcję Dramatyczną przy Towarzystwie Artystycznym, która organizowała wieczory literacko-muzyczne w Sali Sejmikowej. Inscenizował utwory Jerzego Szaniawskiego, Stefana Żeromskiego i Tadeusza Rittnera.  Po II wojnie światowej utworzył w Skierniewicach teatr, początkowo pod nazwą Teatr Ludowy "Mazowsze", a następnie: Teatr Powszechny im. Władysława Reymonta, w którym był równocześnie aktorem i reżyserem. Próby i przedstawienia odbywały się w Sali Sejmikowej Starostwa Powiatowego. Repertuar obejmował głównie komedie, m.in. wznowiono sztukę Dwa bieguny.

## Twórczość
Debiutował jako literat w 1904 r. felietonem opublikowanym w „Niwie Polskiej” pt. O Kamieńskim słów kilka. W tym samym roku w „Kurierze Warszawskim” ukazała się jego nowela pt. U celu. Początkowo zamieszczał recenzje teatralne i krótkie utwory literackie w pismach:  "Niwa", "Zarzewie", "Kurier  Poranny" i  "Nowa  Gazeta". W 1912 r. podjął pracę redaktora „Echa Literacko-Artystycznego”, w którym publikował felietony o tematyce teatralnej w cyklu "Dookoła sceny” pod pseudonimem Maska. W okresie zamieszkania w Pułtusku redagował pisma „Głos znad Narwi” i „Goniec Mazowiecki”. Niektóre utwory literackie publikował pod pseudonimami.

### Utwory dramatyczne
- Cześnikowa (na motywach powieści Michała Synoradzkiego pt. Zatrute owoce, 1903)
- Zmącony akord (1908)
- Gedali (adaptacja utworu Elizy Orzeszkowej, 1906)
- Światło w ruinach (adaptacja utworu Elizy Orzeszkowej, 1908)
- Argonauci (adaptacja utworu Elizy Orzeszkowej, 1908)
- Baletnice, Łabędzi śpiew, W nocnej kawiarni (1913)
- Ostatni akt (1912)
- Dwa bieguny (1914)
- Wigilia na Zaciszu (1915)
- Wigilia Bożego Narodzenia (1916)
- Królowa śniegu (1917)
- Koteczka (1917)
- Upadek orła (1921)

### Zbiory prozatorskie
- Komik : nowele (1911)
- Tętenty miłosne (1921)

Podejmował się także przekładów tekstów literackich z języka rosyjskiego, m.in. utworów Antoniego Czechowa, Aleksandra Kuprina, Teffi i Arkadija Awerczenki.

## Upamiętnienie
- imieniem Antoniego Sikorskiego nazwano jedną z ulic w Pułtusku[5].
- Teatr Stary w Skierniewicach nosi imię Antoniego Sikorskiego[6].